# Padul
Padul település Spanyolországban, Granada tartományban. Padul Alhendín, Albuñuelas, Villa de Otura, Dílar, Dúrcal, Villamena és Jayena községekkel határos. Lakosainak száma 9536 fő (2024).

## Népesség
A település népessége az elmúlt években az alábbi módon változott:
| Lakosok száma | 6814 | 7217 | 7871 | 8440 | 8416 | 8353 | 8442 | 8420 | 8934 | 9536 |
|               | 2001 | 2004 | 2006 | 2009 | 2011 | 2014 | 2016 | 2019 | 2021 | 2024 |